# Lago Wohlen
O Lago Wohlen é um lago artificial com origem numa barragem no Cantão de Berna, Suíça. A sua superfície é de aproximadamente 3,65 km² e sua profundidade máxima é de 20 m. A barragem que deu origem ao Lago Wohlen foi concluída em 1920.
Situa-se entre as cidades de Bremgarten bei Bern e Mühleberg. 